# فروده هاغن
فروده هاغن (بالنرويجية البوكمول: Frode Hagen)‏ (23 يوليو 1974 في النرويج - ) هو لاعب كرة يد النرويج في مركز ظهير ‏. لعب مع نادي فلنسبورغ هاندفيت لكرة اليد ونادي كيل لكرة اليد.

## وصلات خارجية
- فروده هاغن على موقع الاتحاد النرويجي لكرة اليد (النرويجية)
- فروده هاغن على موقع نادي كيل لكرة اليد (الألمانية)